# Самотлягина, Валентина Ивановна
Валентина Ивановна Самотлягина (29 марта 1931 — 25 сентября 2020) — передовик советской химической промышленности, лакировщица Электростальского химико-механического завода, Герой Социалистического Труда (1976).

## Биография
Родилась в 1931 году в Вышнем Волочке Тверского округа Московской области в русской семье служащих. Свою трудовую деятельность начала в 1949 году на заводе "Акрихин" в посёлке Старая Купавна Московской области. С 1953 года работала в отделе рабочего снабжения, а затем лакировщицей в цехе №9 Электростальского химико-механического завода имени Н. Д. Зелинского Министерства химической промышленности СССР.
За небольшой промежуток времени Самотлягина непросто освоила профессию лакировщицы, но и в совершенстве изучила её, а также освоила весь цикл операции своего отделения. Выполняя нормы выработки на 150-180%, выпускала продукцию самого высокого качества. Была активной участницей социалистических соревнований. Ей поручали выполнять самые сложные виды работ, она одной из первых освоила новую технологию по окраске изделий, идущих на экспорт. На протяжении нескольких лет была постоянной победительницей соревнований на "Лучшую по своей профессии". В 1966 году была отмечена знаком "Отличник химической промышленности СССР". По итогам восьмой пятилетки была удостоена орденом Ленина. Производственные задания девятой пятилетки (1971-1975) выполнила досрочно к 20 октября 1974 года.  
За выдающиеся успехи в выполнении заданий специальных заданий Правительства СССР, Указом Президиума Верховного Совета СССР от 6 февраля 1976 года Валентине Ивановне Самотлягиной было присвоено звание Героя Социалистического Труда с вручением ордена Ленина и золотой медали «Серп и Молот».
В дальнейшем продолжала трудовую деятельность. Избиралась депутатом Электростальского городского Совета депутатов трудящихся 10-го и 11-го созывов.     
Проживала в городе Электростали. Умерла 25 сентября 2020 года.

## Адрес
Проживала по адресу: г.Электросталь, ул. Западная, д. 6-б, кв. 7.

## Награды
За трудовые успехи удостоена:
- золотая звезда «Серп и Молот» (06.02.1976),
- два ордена Ленина (20.04.1971, 06.02.1976),
- Отличник химической промышленности СССР,
- другие медали.